# Condé-sur-Seulles
Condé-sur-Seulles település Franciaországban, Calvados megyében. Lakosainak száma 303 fő (2022. január 1.). Condé-sur-Seulles Audrieu, Chouain, Ducy-Sainte-Marguerite, Ellon, Juaye-Mondaye és Nonant községekkel határos.

## Népesség
A település népességének változása:
| Lakosok száma | 137  | 146  | 162  | 228  | 280  | 301  | 293  | 292  | 298  | 303  |
|               | 1968 | 1982 | 1990 | 2006 | 2013 | 2015 | 2017 | 2019 | 2020 | 2022 |